# David Lodge
David Lodge (n. 28 ianuarie 1935, Greater London, Anglia, Regatul Unit – d. 1 ianuarie 2025, Birmingham, Anglia, Regatul Unit) a fost un scriitor, specialist în literatură și profesor universitar englez. În prima calitate a scris mai ales romane, dar și povestiri, piese de teatru și scenarii pentru televiziune. În a doua a publicat eseuri de teoria și istoria literaturii. Între aceste două grupuri de opere se situează biografii ale unor scriitori.

## Viața și cariera
David Lodge s-a născut într-o familie modestă de religie catolică din sud-estul Londrei. Tatăl lui era violonist. Printre altele a lucrat în cinematografe, acompaniind filme mute. În timpul războiului s-a evacuat împreună cu mama lui în provincie, în Surrey, apoi în Cornwall.
Viitorul scriitor a urmat liceul catolic St Joseph's Academy din Londra. În adolescență era deja pasionat de literatură. Prima sa publicație, o povestire, a apărut când avea 16 ani, în revista școlii. În 1952 a intrat la University College London. Acolo a cunoscut-o pe viitoarea lui soție, Mary Frances Jacob, o colegă. În timpul studenției a continuat încercările literare, scriind un roman la vârsta de 18 ani, care, după cum a mărturisit mai târziu, din fericire nu a fost publicat. În 1955 a obținut diploma de Bachelor of Arts, echivalentă cu cea de licență în litere. A efectuat serviciul militar, care era obligatoriu atunci, din 1955 până în 1957, după care s-a întors la University College. A obținut în 1959 diploma de Master of Arts (echivalentă cu cea de masterat în litere), susținând lucrarea The Catholic Novel from the Oxford Movement to the Present Day (Romanul catolic de la Mișcarea de la Oxford⁠(d) până în prezent). În același an s-a căsătorit cu Mary Frances Jacob.
David Lodge și-a început cariera în 1959, predând engleza ca angajat al British Council la Londra, apoi, în 1960, a devenit cadru didactic la Universitatea din Birmingham. În același an i-a apărut primul roman, The Picturegoers (Spectatorii de cinema). Aici a început să lucreze și la o teză de doctorat în domeniul literaturii engleze. Tot aici l-a cunoscut pe romancierul Malcolm Bradbury⁠(d). Împreună cu acesta și cu încă un coleg a pregătit și prezentat în 1963, la Birmingham Repertory Theatre, spectacolul de revistă satiric Between These Four Walls (Între aceste patru ziduri), în care a jucat și actrița Julie Christie. Acest eveniment l-a făcut pe scriitor să-și descopere talentul comic pe care l-a exploatat în romanele scrise ulterior.
În 1964, Lodge a primit o bursă de studii de un an de la o asociație americană și a plecat în S.U.A. cu familia, având deja doi copii. Au călătorit timp de trei luni prin țară cu mașina furnizată de asociație, ceea ce era o cerință a acesteia, și a urmat cursuri de literatură americană la Universitatea Brown din Providence, Rhode Island.
În 1965, familia s-a întors la Birmingham, unde s-a stabilit, și Lodge și-a continuat cariera de cadru didactic la aceeași universitate, continuând totodată să scrie și să publice. În 1966 i s-a născut al treilea copil, cu sindromul Down. Și-a publicat prima carte de teoria literaturii, Language of Fiction (1966), iar în 1967 și-a susținut teza de doctorat. În 1969 a devenit și profesor asociat la Universitatea Berkeley din California. Și-a încheiat cariera de cadru didactic ca profesor universitar în 1987, cu titlul de profesor onorific de literatură engleză modernă, și s-a consacrat scrisului. A renunțat la predare și din cauza problemelor de auz, una din temele romanului său din 2008, Deaf Sentence (Mort de surd, 2009).
În 1991, David Lodge a contribuit și la popularizarea teoriei literaturii, ținând în suplimentul de duminică al ziarului The Independent, rubrica The Art of Fiction (Arta ficțiunii), cu articole despre roman, adunate apoi în volumul cu același titlu, în 1992.
Scriitorul a încetat din viață la 1 ianuarie 2025, la vârsta de 89 de ani.

## Opere

### Ficțiune
David Lodge a scris mai ales romane:
- The Picturegoers, 1960;
- Ginger You're Barmy, 1962 (Răcane, nu ți‑e bine!, 2004);
- The British Museum Is Falling Down, 1965 (Muzeul Britanic s-a dărâmat!, 2003);
- Out of the Shelter, 1970 (Afară din adăpost, 2005);
- Changing Places: A Tale of Two Campuses, 1975 (Schimb de dame, 2001);
- How Far Can You Go?, 1980 (Cât să-ntindem coarda?, 2004);
- Small World: An Academic Romance, 1984 (Ce mică‑i lumea!, 2002);
- Nice Work, 1988 (Meserie!, 2002);
- Paradise News, 1991 (Vești din Paradis, 2003);
- Therapy, 1995 (Terapia, 2002);
- Thinks ..., 2001 (Gânduri ascunse, 2003);
- Deaf Sentence, 2008 (Mort de surd, 2009).

La acestea se adaugă Home Truths, 1999 (Crudul adevăr, 2006), din specia literară numită în engleză novella, mai amplă decât nuvela, dar mai scurtă decât romanul.
Scriitorul a publicat în 1998 și un volum de povestiri, The Man Who Wouldn't Get Up and Other Stories, pe care l-a extins în 2016 (Bărbatul care nu voia să se dea jos din pat și alte povestiri, 2016).
Autorul mai are și două biografii romanțate:
- Author, Author, 2004 (Autorul, la rampă!, 2006), despre Henry James;
- A Man of Parts, 2011 (Bărbatul făcut din bucăți, 2011), despre H.G. Wells.

Au fost jucate și trei piese de teatru scrise de David Lodge:
- The Writing Game (Joc de scriere), 1990;
- Home Truths (Crudul adevăr), 1999, după care a adaptat romanul scurt cu același titlu;
- Secret Thoughts (Gânduri ascunse), 2011, bazată pe romanul Thinks....

David Lodge a scris și câteva scenarii pentru televiziune:
- Nice Work (Meserie!), 1989 – miniserial după romanul său cu același titlu[28];
- Martin Chazzlewitt, 199 –miniserial după romanul lui Charles Dickens[29];
- The Writing Game (Jocul de scriere), 1995 – adaptare a propriei sale piese[27].

După romanul Small World (Ce mică-i lumea!), 1988, a fost difuzat un miniserial cu scenariul scris de alt scenarist, după romanul lui Lodge.

### Non-ficțiune
Această parte a operei cuprinde mai ales lucrări de teorie și istorie a literaturii:
- Language of Fiction (Limbajul ficțiunii), 1966
- Graham Greene, 1966
- The Novelist at the Crossroads (Romancierul la răscruci), 1971
- Evelyn Waugh, 1971
- Twentieth Century Literary Criticism (Critica literară în secolul al XX-lea), 1972
- The Modes of Modern Writing (Tehnicile scrisului modern), 1977
- Working with Structuralism (Operarea cu structuralismul), 1981
- Write On (Scrieți mai departe!), 1986
- After Bakhtin (După Bahtin), 1990
- The Art of Fiction (Arta ficțiunii), 1992
- Modern Criticism and Theory: A Reader (Critica modernă și teoria: Ghid), 1992
- The Practice of Writing (Practica scrisului), 1997
- Consciousness and the Novel (Conștiință și roman), 2003
- The Year of Henry James: The Story of a Novel (Anul lui Henry James: Povestea unui roman), 2006
- Lives in Writing (Vieți de scriitori), 2014

Lodge a scris și trei volume de memorii:
- 2015 – Quite a Good Time To Be Born: A Memoir. 1935-75 (Născut într-un ceas bun: Memorii. 1935-1975, 2015);
- 2018 – Writer's Luck: A Memoir. 1976-1991 (Norocul scriitorului: Memorii. 1976-1991, 2021);
- 2020 – Varying Degrees of Success: A Memoir. 1992-2020 (Diverse grade de succes: Memorii. 1992-2020, 2023).

### Teme și caracteristici principale
Atmosfera din Anglia de după război se reflectă în primele romane ale autorului. Se întoarce și la perioada războiului în The Picturegoers. L-a marcat o vacanță petrecută ca adolescent în Germania, imediat după război, la sora lui care lucra la o bază militară americană. Acest eveniment l-a făcut să scrie Afară din adăpost. Experiența serviciului militar în anii 1950 i-a inspirat romanul Răcane, nu ți-e bine!, în care intervine deja și umorul uneori amar al scriitorului.
Originea dintr-o familie catolică lasă urme în romanele lui Lodge prin tema relației dintre catolicism și sexualitate, personajele sale cu această religie având printre altele dilema atitudinii pe care să o aibă față de interdicția contracepției artificiale. Astfel sunt romane ca Muzeul Britanic s-a dărâmat!, Cât să-ntindem coarda? sau Vești din paradis. Se vede în acestea o detașare din ce în ce mai mare a unor personaje de interpretarea dogmatică a catolicismului, evoluție proprie și autorului.
Mediile universitare englez și american i-au inspirat scriitorului în primul rând Trilogia campusului, cu romanele Schimb de dame, Ce mică-i lumea! și Meserie!. Personajele primelor două sunt prezentate comic, ironic și satiric. Al treilea este de asemenea comic și ironic, dar iese parțial din mediul universitar și este mai indulgent cu personajele sale. Tot mediul universitar și caracteristici asemănătoare reapar în romanul Gânduri ascunse.
Mediul industriei și al afacerilor se întretaie cu cel universitar în Meserie!, care evocă și probleme sociale serioase din anii 1980.
Romanul Mort de surd, scris la 73 de ani, abordează probleme și gânduri ale vârstei înaintate, printre altele tulburările de auz, care îl afectează și pe scriitor.

## Recepția operei
David Lodge a ajuns la notorietate în 1975, datorită recenziilor favorabile de care a avut parte romanul Schimb de dame, și premiului Hawthornden pe care l-a primit acesta. După aceea, romanele sale anterioare, care au fost reeditate, au cunoscut de asemenea succesul. În 2008 era calificat cu aprecieri ca „un romancier comic incisiv”, sau „unul dintre cei mai buni romancieri din această generație”.
În afara țărilor de limbă engleză, romanele scriitorului au ajuns populare mai întâi în Franța, în anii 1990. Conform agenției sale literare, mai multe sau mai puține dintre operele sale sunt traduse în 15 limbi. În română îi sunt traduse toate romanele (în afară de primul), volumul de povestiri, biografiile și memoriile.

### Distincții
David Lodge este laureatul următoarelor premii:
- 1975 – premiul Hawthornden, pentru Schimb de dame;

– premiul pentru ficțiune al ziarului Yorkshire Post⁠(d), pentru Schimb de dame;
- 1980 – premiul Whitbread pentru Cât să-ntindem coarda?, cartea anului;
- 1988 – premiul ziarului Sunday Express pentru Meserie!, cartea anului;
- 1990 – premiul lui Royal Television Society⁠(d) pentru Meserie!, cel mai bun serial de dramă;

– premiul Nimfa de argint la Festivalul de televiziune de la Monte Carlo⁠(d) pentru locul II ocupat de serialul Meserie!;
- 1995 – premiul lui Writers' Guild of Great Britain⁠(d) pentru Martin Chazzlewitt, cel mai bun serial de dramă;
- 1996 – premiul lui Commonwealth Writers⁠(d) pe Europa și Asia de Sud, pentru Terapia.

Alte distincții:
- 1976 – membru al Royal Society of Literature⁠(d)[43];
- 1997 – Ordinul Artelor și Literelor⁠(d) în grad de cavaler (Franța)[27];
- 1998 – Ordinul Imperiului Britanic în grad de comandor[21].